# Kathleen Eagan
Kathleen Eagan (Truckee, 1º gennaio 1943) è una politica statunitense, sindaco di Truckee, California dal 1996 fino al 2001 e un'attivista ambientale e ha una biografia citata presso la National Women's History Alliance. La Eagan inoltre è stata iscritta nella National Women's Hall of Fame.

## Carriera
Kathleen Eagan ha lavorato con la Wells Fargo a San Francisco per 16 anni prima di trasferirsi a Truckee, in California. Si interessò all'analisi delle incorporazioni, cosa che la portò a candidarsi con successo per un posto nel consiglio comunale di Truckee nel 1993.
Dopo aver ricoperto il ruolo di consigliere comunale, è diventata il primo sindaco di Truckee nel 1996, ricoprendo due mandati fino al 2001.
Nel 2004 si è candidata con successo per un posto nel consiglio di amministrazione dell'Aeroporto Internazionale di Reno-Tahoe. Ha fatto parte del Consiglio fino al dicembre 2012, ricoprendo anche il ruolo di Presidente del Consiglio per due volte durante il suo mandato.
Ha lavorato per ripristinare gli ecosistemi locali, tra cui le paludi e i corsi d'acqua, comprese le misure di protezione del Fiume Truckee.

## Vita privata
La Eagan e suo marito vivono nel quartiere Prosser Heights di Truckee, in California.